# Bellavista
Bellavista er et boligkompleks i funkisstil i Klampenborg, der rummer 68 lejligheder og er tegnet af arkitekt Arne Jacobsen. Det er opført i 1934.
Bygningerne er et fornemt eksempel på funkis og på Arne Jacobsens generelle evner. Han har udnyttet grunden maksimalt i forhold til kravene stillet af kommunen. Samtidigt har han prioriteret sundudsigten højt, så samtlige lejligheder i komplekset har sundudsigt.
Bebyggelsen er opkaldt efter et tidligere landsted 'Villa Bellavista'.
'Bella vista' er italiensk og betyder 'smuk udsigt', formentlig inspireret af området, Bellevue Strand, det er placeret ved, der for øvrigt betyder det samme på fransk.